# Зелений Гай (Росія)
Зелений Гай (рос. Зёленый Гай) — село у Камишинському районі Волгоградської області Російської Федерації.
Населення становить 61 особу. Входить до складу муніципального утворення Усть-Грязнухинське сільське поселення.

## Історія
Село розташоване у межах українського історичного та культурного регіону Жовтий Клин.
Згідно із законом від 5 березня 2005 року № 1022-ОД органом місцевого самоврядування є Усть-Грязнухинське сільське поселення.

## Населення
| 2010 |
| ---- |
| 61   |